# 4-Хлорбутиронітрил

4 - Хлорбутиронітрил є органічною сполукою з хлоро- та ціано- групою, що зумовлює велику функціональність молекули. 

## Синтез
Сполуку можна видобути реакцією ціаніду калію на 1-бром-3-хлоропропан:

Синтез:

Одержати циклопропілціанід можна видобути реакцією 4-хлорбутиронітрилу на амід натрію у рідкому аміаку, але % продукту можна збільшити з розчинником NaOH/DMSO.

## Лікарське застосування
4-Хлорбутиронітрил є також попередником таких лікарських засобів як  буфломедил та буспірон .

## Попередник

Синтез: Стереоселективний:

4-Хлорбутиронітрил був використаний як вихідна речовина для отримання 2-фенілпіролідину [реєстраційний номер 1006-64-0]. Це, у свою чергу, є головним попередником родини сполук, які називаються піролоізохінолінами . Це цінні агенти в медичній хімії, які наділені властивостями інгібітора 
Ця сполука також була використана як вихідна речовина для видобутку 2-фенілпіролідину (1006-64-0). 2-фенілпіролідин служить попередником для інших видів сполук, які оримали назву піроізохіліни. Цей вид речовин є дуже важливим в фармацевтиці, біохімії та медичній хімії, оскільки є інгібіторами зворотнього захоплення субстратів BAT, підвищуючи синаптичну концентрацію серотоніну та/або катехоламінів. Тому вони знаходять застосування в лікуванні захворювань ЦНС та розладів харчової поведінки. Список усіх відомих прикладів з кодовими назвами включає наступне: JNJ-7925476, McN5652, Mcn-5292, Mcn 5707, McN-5908, McN 4612-z, McN-5558 та McN-5847.  
Зовсім недавно альтернативний синтетичний рапорт був описаний Мар'яновим. 